# San Fernando (Tamaulipas)
San Fernando es una ciudad en el centro-norte del estado mexicano de Tamaulipas, en las llanuras del Golfo de México. Es la cabecera del municipio homónimo, situada casi en el centro del municipio con una ubicación geográfica 24 50 09 de latitud norte y 98 09 02 latitud oeste. Es el municipio más grande de la entidad con el 8.6% del territorio estatal.

## Historia
En 1757, siendo capitán de la villa Francisco Sánchez de Zamora y gracias a los datos informativos de los Jueces Visitadores, San Fernando contaba con 76 familias y una población de casi 400 personas. Aparte de los indios congregados en la misión, existían ya cerca de 10 ranchos y una riqueza pecuaria considerable tomando en cuenta el corto tiempo de asentamiento, pues se contaba ya con 4,598 bestias caballares de cría, 191 mulas, 38 yuntas de bueyes, 11,600 cabezas de ganado menor, 1,400 cabezas de ganado vacuno, 180 burros y 499 caballos mansos para la escuadra de soldados y vecinos. El fundador de San Fernando, José de Escandón planeó la colonización de la región centro de Tamaulipas comenzando por Tula, bajaba del altiplano por Ocampo, Xicoténcatl y Llera, posteriormente San Fernando y Victoria. Fue fundada con el nombre de Villa de San Fernando de la Llave el 19 de marzo de 1749 en Barra de Salinas, lugar de asentamientos de indios pintos. Se fundó con 251 pobladores originarios de Cadereyta, Nuevo León, bajo el mando de Don Fernando Sánchez Zamora. El lugar de los asentamientos se inundó en 1751 y se cambió su ubicación. Entre la población había más de 300 personas. El Palacio Municipal y la Iglesia de San Fernando fueron creados en 1850.
El Decreto Núm. 302 del H. Congreso del Estado Libre y Soberano de Tamaulipas concedió a la Villa de San Fernando la categoría de ciudad, siendo presidente municipal don Homero Quintanilla Martínez y gobernador del estado Don Enrique Cárdenas González.

## Geografía

### Geología
En cuanto a la geología, se trata de un terreno formado por sedimentos marinos no marinos del Cuaternario, variando sus suelos en cuanto a su profundidad, pero siendo de origen aluvial. Hacia la parte sur del municipio domina una fisiografía de lomeríos, entre los que se distingue por su silueta la famosa Loma Prieta (200 m s. n. m.) que es la máxima altura municipal.
La superficie del municipio es un suave plano inclinado y la parte más alta se localiza hacia el poniente, cuya declive hace contacto con el borde de la laguna por el lado oriente.

### Hidrología
Posee un importante rasgo hidrográfico de gran importancia que lo divide en dos, el Río Conchos o San Fernando. El nombre de este río fue tomado debido a la gran abundancia de conchas y caracoles fosilizados que forman los conglomerados rocosos de los barrancos de su profundo cauce. Este río nace en las vertientes de la Sierra Madre Oriental cuyos escurrimientos bajan de cumbres de más de 3000 m s. n. m. Ya en la llanura se integran dos cauces formadores que son el Río Pablillo (Linares) y el Río Pilón (Montemorelos), los que ya reunidos (el primero luego de la Presa Cerro Prieto, Linares) constituyen el Río Conchos que al poco tramo sirve como límite entre los estados de Nuevo León y Tamaulipas, penetrando a los municipios de Burgos y Méndez donde recibe al Río San Lorenzo y el arroyo de Burgos. Más adelante pasa frente a la cabecera municipal de San Fernando y aguas abajo se le reúne el arroyo Chorreras, desaguando finalmente en la Laguna Madre, no sin antes formar las Laguna La Nacha y la Laguna Anda la Piedra.

### Laguna Madre
La  Laguna Madre, contiene enormes albuferas, es decir cuerpos de agua hipersalinos, de poca profundidad, cuya morfología se moldeó como consecuencia del drenaje del antiguo delta del Río Bravo sobre un litoral bajo y arenoso. Así la naturaleza se encargó de construir una inmensa laguna que se extiende más de 250 km paralelos al mar con una superficie aproximada de 200 mil hectáreas, del que lo separa una cadena de islotes perpendiculares a la costa, cortadas por “barras” o entradas de mar, lo que es vital en el ramo pesquero. Dentro del municipio se ubican las barras de Santa María, San Rafael, Boca Ciega, Sandoval y El Viborero y Jesús María.
Otro relieve destacado de la fisionomía de la Laguna Madre dentro del municipio en la Bahía de Los Algodones o Catán, la que se forma en parte por la península de Punta de Piedra, donde se localiza Carvajal uno de los campos pesqueros más atractivos de la región.
Por cuanto al sistema peninsular presente, se trata de múltiples islotes arenosos que apenas sobresalen del espejo de agua (más de 200), configurados por los acarreamientos aluviales que penetraron a la laguna. Dentro del municipio destacan las islas localizadas frente a la desembocadura del Río de las Conchas, siendo las más importantes y cuyos nombres son Carrizal, Loma Alta, Los Bules, El Nopal y Chaparrosa, mientras que entre estas islas y Punta de Piedra existen las islas de Charco Largo, El Venado, La Coyota, La Vaca, Rincón del Gato, La Pita y La Matanza.
En el fondo de la Laguna Madre crece un pasto resistente a la sal, que aunado a los sustratos lodosos, y arenosos, propician la reproducción de diversas especies marinas, entre ellas el camarón lo que ha generado la valoración económica de la laguna a través de la pesca comercial. Igualmente el ecosistema de matorrales y pastizales que rodean la laguna crean un hábitat para numerosas aves algunas de ellas migratorias.
La plataforma continental que se ubica frente al litoral de San Fernando tiene desde la playa y por un largo tramo un amplio y suave declive de poca profundidad, sin relieves en la topografía submarina, con el predominio de una temperatura templada de sus aguas.

### Clima
El clima está condicionado precisamente por su cercanía al Golfo de México y a su situación geográfica continental; y hoy, a los desmontes hechos por la acción antropogénica. En general, el ambiente es caliente y seco gran parte del año con lluvias regulares durante el verano. Templado en otoño y con bajas temperaturas de pocos días continuos cuando se presentan los denominados “nortes” que son masas polares cargadas de humedad, sin que llegue a caer nieve, salvo caso excepcionales. Se llegan a presentar heladas. 
| Parámetros climáticos promedio de San Fernando | Parámetros climáticos promedio de San Fernando | Parámetros climáticos promedio de San Fernando | Parámetros climáticos promedio de San Fernando | Parámetros climáticos promedio de San Fernando | Parámetros climáticos promedio de San Fernando | Parámetros climáticos promedio de San Fernando | Parámetros climáticos promedio de San Fernando | Parámetros climáticos promedio de San Fernando | Parámetros climáticos promedio de San Fernando | Parámetros climáticos promedio de San Fernando | Parámetros climáticos promedio de San Fernando | Parámetros climáticos promedio de San Fernando | Parámetros climáticos promedio de San Fernando |
| Mes                                            | Ene.                                           | Feb.                                           | Mar.                                           | Abr.                                           | May.                                           | Jun.                                           | Jul.                                           | Ago.                                           | Sep.                                           | Oct.                                           | Nov.                                           | Dic.                                           | Anual                                          |
| ---------------------------------------------- | ---------------------------------------------- | ---------------------------------------------- | ---------------------------------------------- | ---------------------------------------------- | ---------------------------------------------- | ---------------------------------------------- | ---------------------------------------------- | ---------------------------------------------- | ---------------------------------------------- | ---------------------------------------------- | ---------------------------------------------- | ---------------------------------------------- | ---------------------------------------------- |
| Temp. máx. abs. (°C)                           | 37.5                                           | 39.0                                           | 41.5                                           | 43.5                                           | 44.0                                           | 46.0                                           | 42.0                                           | 42.0                                           | 45.5                                           | 42.2                                           | 42.6                                           | 38.0                                           | 46.0                                           |
| Temp. máx. media (°C)                          | 22.3                                           | 24.5                                           | 28.0                                           | 31.0                                           | 33.2                                           | 34.8                                           | 35.5                                           | 35.9                                           | 33.6                                           | 30.4                                           | 26.3                                           | 22.9                                           | 29.9                                           |
| Temp. media (°C)                               | 15.5                                           | 17.5                                           | 21.2                                           | 24.7                                           | 27.3                                           | 29.0                                           | 29.3                                           | 29.5                                           | 27.6                                           | 24.1                                           | 19.9                                           | 16.2                                           | 23.5                                           |
| Temp. mín. media (°C)                          | 8.8                                            | 10.5                                           | 14.3                                           | 18.4                                           | 21.4                                           | 23.2                                           | 23.2                                           | 23.2                                           | 21.6                                           | 17.8                                           | 13.5                                           | 9.5                                            | 17.1                                           |
| Temp. mín. abs. (°C)                           | -7.5                                           | -9.5                                           | -2.0                                           | 1.8                                            | 10.1                                           | 13.4                                           | 17.4                                           | 17.5                                           | 10.2                                           | 1.5                                            | -2.5                                           | -8.4                                           | -9.5                                           |
| Precipitación total (mm)                       | 26.5                                           | 20.6                                           | 21.3                                           | 35.4                                           | 57.7                                           | 88.6                                           | 62.3                                           | 75.0                                           | 142.5                                          | 71.0                                           | 29.1                                           | 25.2                                           | 655.2                                          |
| Fuente: Servicio meteorológico nacional        |                                                |                                                |                                                |                                                |                                                |                                                |                                                |                                                |                                                |                                                |                                                |                                                |                                                |

### Flora y fauna
La vegetación natural se eliminó para dar lugar a la agricultura. La vegetación más común son las halófitas, como el zacate salado (Distichlis spicata), la saladilla (Donia tampiscensis), el romerillo (Sualda nigeria) y el zacatlán alcalino (Sporobolus airoides). El matorral bajo subinerme se encuentra en los valles, algunas de cuyas especies son el chaparro prieto (Acacia rigidula), la retama (Casi spp), el cenizo (Leucophyllum spp) y el granjeno (Celtis pallida). Animales locales son la paloma, el ganso canadiense y el venado.